# Pindaya
Pindaya (en shan Pangtara) és un estat dels estats Shan, a la regió del Myelat, dins l'estat Shan de Myanmar. És de població danu. Té uns 322 km². La capital és Pindaya, un petit i tranquil poblet al nord-oest de Taunggyi. La regió és famosa per les seves coves, que acullen un laberint amb vuit mil imatges de Buda de diferents mesures. A part del danu hi viuen els shan, Pa-O, birmans, i també grups de palaung i taungyo. Era un principat independent tributari del rei de Birmània. El 1886 el cap local va prendre part en la confederació contra els britànics, però després de la victòria britànica va fer ràpida submissió i li fou reconeguda la possessió del territori (1887). El darrer senyor que va governar va abdicar el 1959 i després fou una de la Repúbliques de la unió d'Estats Shan que constituïren l'Estat Shan, amb vocació d'independència, però part de Myanmar.